# Pouzy-Mésangy
 Pouzy-Mésangy  là một xã ở tỉnh Allier thuộc miền trung nước Pháp.